# وتایا
وتایا (به عربی: أوتايا) یک منطقهٔ مسکونی در سوریه است که در منطقه دوما واقع شده‌است.
 وتایا  ۳٬۷۲۰ نفر جمعیت دارد.